# عملیات سوسنگرد
عملیات سوسنگرد که از آن تحت عناوینی همانند آزادسازی سوسنگرد یا شکست حصر سوسنگرد نیز یاد می‌شود، از عملیات جنگی ایران در جریان جنگ ایران و عراق بود. این عملیات در محور سوسنگرد به صورت نیمه گسترده در تاریخ ۲۶ آبان ۱۳۵۹ ه‍.ش به فرماندهی مشترک (ارتش و سپاه) انجام شد. هدف عملیات، آزادسازی شهر استراتژیک سوسنگرد از تصرف ارتش عراق بود.
این عملیات از نخستین عملیات‌های بزرگ ایران پس از آغاز رسمی جنگ بین ایران و عراق بود که با موفقیت ایرانی‌ها همراه شد. در این عملیات، نیروهای عراقی از شهر خارج و به مناطق عقب‌تر در دشت آزادگان پس زده شدند. این عملیات، استراتژی صدام حسین در موضوع پیشروی سریع در خاک ایران را تغییر داد.

## اهمیت عملیات
یکی از اهداف مهم صدام در آغاز حمله به ایران، تصرف کامل خوزستان و تثبیت این موقعیت بود. این مهم با تصرف شهرهای مرکزی و مهم خوزستان از جمله بستان، سوسنگرد و اهواز محقق می‌شد. از این رو منطقه سوسنگرد برای ادامه پیشروی‌های عراق، بسیار مهم تلقی می‌شد. سوسنگرد بعد از آبادان، اهواز، خرمشهر و دزفول، پنجمین شهر پرجمعیت خوزستان بود و از این جهت، اهمیت استراتژیکی برای ایران داشت به طوری که در دست داشتن سوسنگرد، به معنای در دست داشتن تمام منطقه دشت آزادگان تلقی می‌شد.

## تاریخچه رویدادها

### سقوط سوسنگرد
پس از انقلاب ۱۳۵۷ در ایران و با گسترش فعالیت‌های پان‌عربیسم در منطقه خوزستان، زمزمه‌های جدایی‌طلبی در منطقه خوزستان مطرح شد. این اقدام با همکاری و حمایت صدام حسین همراه بود. این گروه‌ها جدایی‌طلب با تجهیزات ارسالی توسط دولت عراق، توانستند عملیات‌هایی همچون انفجار پل‌ها، انفجار در مراکز شهرها، و مین‌گذاری در جاده‌ها، مناطقی از جمله سوسنگرد را نا أمن سازند. ارتش عراق از زمان آغاز جنگ ایران و عراق، سه مرتبه قصد کرد تا سوسنگرد را به تصرف خود درآورد. در نهایت در تاریخ ۳۱ شهریور ۱۳۵۹، ارتش عراق به صورت زمینی به منطقه حمله جدی کرد و پس از محاصره سوسنگرد، کنترل شهر را در دست گرفت. در این حمله، تیپ ۳ زرهی لشکر ۹۳ اهواز، نتوانست در برابر نیروهای عراقی مقاومت داشته باشد و در نتیجه شهر بستان سقوط کرد و یک هفته بعد در ۶ مهر ۱۳۵۹، شهر سوسنگرد نیز به اشغال نیروهای عراقی درآمد. پس از آن، اداره شهر سوسنگرد به گروه جبهة التحریر سپرده شد.

### آغاز عملیات سوسنگرد
ارتش عراق، پس از تصرف سوسنگرد، در حال پیشروی به سمت اهواز بود. نیروهای سپاه پاسداران انقلاب اسلامی به فرماندهی علی غیور اصلی، برای جلوگیری از این پیشرفت، در شب ۹ مهرماه ۱۳۵۹، شبیخونی را علیه ارتش عراق انجام دادند که منجر به عقب‌نشینی عراقی‌ها شد. تعقیب عراقی‌ها تا فردای آن روز ادامه داشت تا آنکه نیروهای ایرانی به شهر سوسنگرد و بستان رسیدند. در این شبیخون و عقب‌نشینی، شهرهای سوسنگرد و بستان در تاریخ ۱۰ مهر آزاد شدند اما نیروهای عراقی، در ۱۷ مهر مجدد در حملات تلافی‌جویانه، به نیروهای ایرانی حمله برده و توانستند تا ۲۱ مهرماه بستان را اشغال و در ۲۴ آبان، سوسنگرد را از سه طرف محاصره کنند. در ۲۵ آبان، آیت‌الله سید روح‌الله خمینی، رهبر جمهوری اسلامی ایران در پیامی، دستور داد تا که تا ۲۴ ساعت دیگر، سوسنگرد باید آزاد شود. این پیام سبب شد تا گروه عملیات، نقشه آزادسازی شهر را به سرعت عملیاتی کند.
در ۲۵ آبان، نیروهای ایرانی یک عملیات برای آزادسازی سوسنگرد طراحی کردند. در این عملیات، تیپ ۲ لشکر ۹۲ زرهی خوزستان به فرماندهی امرالله شهبازی و گروه ۱۴۸ پیاده از لشکر ۷۷ خراسان به مقابله با نیروهای عراقی وارد منطقه شدند. در تاریخ ۲۶ آبان، نیروهای ارتش (ستاد جنگ‌های نامنظم) به فرماندهی مصطفی چمران، به کمک نیروهای سپاه مدافع سوسنگرد پیوستند. بنی‌صدر، فرمانده وقت کل قوا، از مخالفان حضور ارتش در این عملیات بود و معتقد بود که حضور این تیپ، منجر به از بین رفتن آن خواهد شد. در ساعت ۱۲ شب ۲۵ آبان و ساعاتی پیش از آغاز عملیات، غلامرضا قاسمی‌نو فرمانده تیپ ۹۲ طی تماسی اعلام کرد که به دستور بنی‌صدر، ارتش در این عملیات اقدامی نخواهد کرد. پس از آن روح‌الله خمینی به واسطه آیت‌الله سیدعلی خامنه‌ای دستور داد که دستور بنی‌صدر برای حضور ارتش در این عملیات، لزومی ندارد. مصطفی چمران نیز تهدید کرد که در صورت عدم عملکرد تیپ، با متخلفان برخورد جدی خواهد کرد. در این لحظه تیپ، آمادگی شرکت خود را اعلام کرد. در ساعت ۶ روز ۲۶ آبان، عملیات آفندی نیروهای ایرانی آغاز شد. پس از چند ساعت درگیری، نیروهای ایرانی وارد شهر سوسنگرد شدند و با هجوم‌های پیاپی، سبب عقب‌نشینی ارتش عراق را فراهم کردند. نیروهای عراقی پس از عقب‌نشینی دیگر عملیاتی برای بازپس‌گیری سوسنگرد نداشتند.

## استعداد نیروهای درگیر

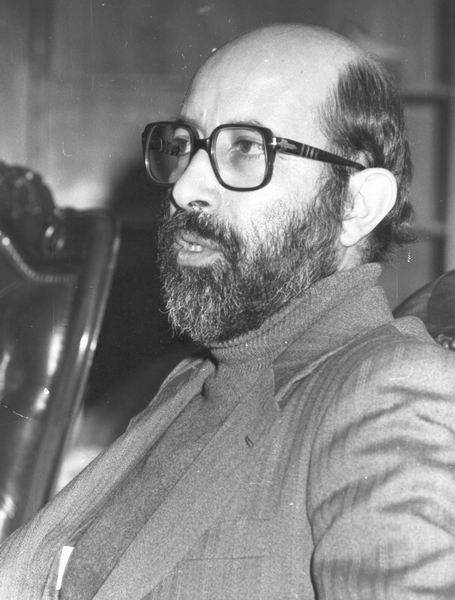
مصطفی چمران، یکی از فرماندهان عملیات سوسنگرد

### ایران
مجموع استعدادهای ایران، ۶ گردان پیاده و زرهی بود:
- تیپ ۲ لشکر ۹۲ زرهی خوزستان به فرماندهی امرالله شهبازی[۱]
- تیپ ۳ لشکر ۹۲ زرهی خوزستان[۳]
- گروه ۱۴۸ پیاده از لشکر ۷۷ خراسان[۱]
- نیروهای ارتش (ستاد جنگ‌های نامنظم) به فرماندهی مصطفی چمران[۱]
- نیروهای پشتیبانی هوانیروز[۱]

### عراق
مجموع استعدادهای عراق، ۸ گردان پیاده و زرهی بود. تعداد تانک‌های عراقی در سوسنگرد را ۲۰۰ تا ۲۵۰ دستگاه تانک گزارش کرده‌اند.
- لشکر ۹ مکانیزه عراق[۱]

## پیامدهای عملیات
پس از این نبرد، استراتژی صدام برای حمله‌های برق‌آسا و تصرف سریع مناطق و حفظ آنها، به‌طور کلی تغییر کرد. پیروزی در این عملیات، روحیه نیروهای ایرانی را برای حملات بعدی تأمین کرد. یکی از درس‌هایی که نیروهای ایرانی برای عملیات‌های بزرگ بعدی خود از این عملیات گرفتند، سرعت در نمایش عکس‌العمل بود. این عملیات از همکاری‌های موفقیت‌آمیز سپاه و ارتش در میان نیروهای ایرانی بود. به گفته نیروهای ایرانی، در این عملیات از جنگ الکترونیک علیه ارتش عراق استفاده شده بود که بعداً تجربه خوبی برای عملیات‌های مشابه در دیگر عملیات‌های هوانیروز بود.

### تلفات و خسارات
در این عملیات، مصطفی چمران از ناحیه پا مجروح و یکی از محافظانش شهید شد. همچنین در این عملیات، ۶ تن از عوامل هوانیروز شهید شدند. از نیروهای عراقی نیز تعداد زیادی کشته شدند و نزدیک به ۷۰ دستگاه تانک و خودروی نظامی نابود شد. تعداد کشته‌های عراقی در این عملیات را ۷۹۵ نفر گزارش کرده‌اند و ۴۵ نفر نیز به اسارت ایرانی‌ها درآمدند. از میان ادوات نظامی عراق، ۲۵ تانک نیز به غنیمت ایرانی‌ها درآمد.